# Tianzhou 6
Tianzhou 6 (chiń. 天舟六号) to szósta misja bezzałogowego statku kosmicznego Tianzhou i piąta misja zaopatrzeniowa do stacji kosmicznej Tiangong. Podobnie jak poprzednie misje Tianzhou, statek kosmiczny został wystrzelony z Centrum Startowego Satelitów Wenchang dzięki rakiecie Długi Marsz 7.

## Przebieg misji
W dniu 20 marca 2023 roku Chińska Załogowa Agencja Kosmiczna ogłosiła, że Tianzhou 6 zakończył swój etap produkcyjny i został przetransportowany do Wenchang.
13 kwietnia 2023 roku rakieta nośna Długi Marsz 7 została przetransportowana do Centrum Startowego Satelitów Wenchang. Tam rozpoczęły się testy z już przybyłym Tianzhou 6, by już 10 maja 2023 roku o godzinie 13:22 UTC Tianzhou 6 został pomyślnie wystrzelony z Centrum Startowego Satelitów Wenchang. Niecałe 8 godzin później Tianzhou 6 zadokował do modułu Tianhe chińskiej stacji kosmicznej Tiangong.
Tianzhou 6 został oddokowany od stacji 12 stycznia 2024 roku, aby zrobić miejsce dla bezzałogowego statku towarowego Tianzhou 7. Tydzień później Tianzhou 6 spalił się w ziemskiej atmosferze.

## Ładunek
Tianzhou 6 przetransportował na stację Tiangong 700 kilogramów paliwa. Dostarczył on również ponad 7 ton ładunku pod ciśnieniem, w tym eksperymenty naukowe do badań nad Lidarem. Statek przetransportował również 70 kilogramów świeżych owoców dla załogi Shenzhou 15 i Shenzhou 16.